# Dupliziermaschine

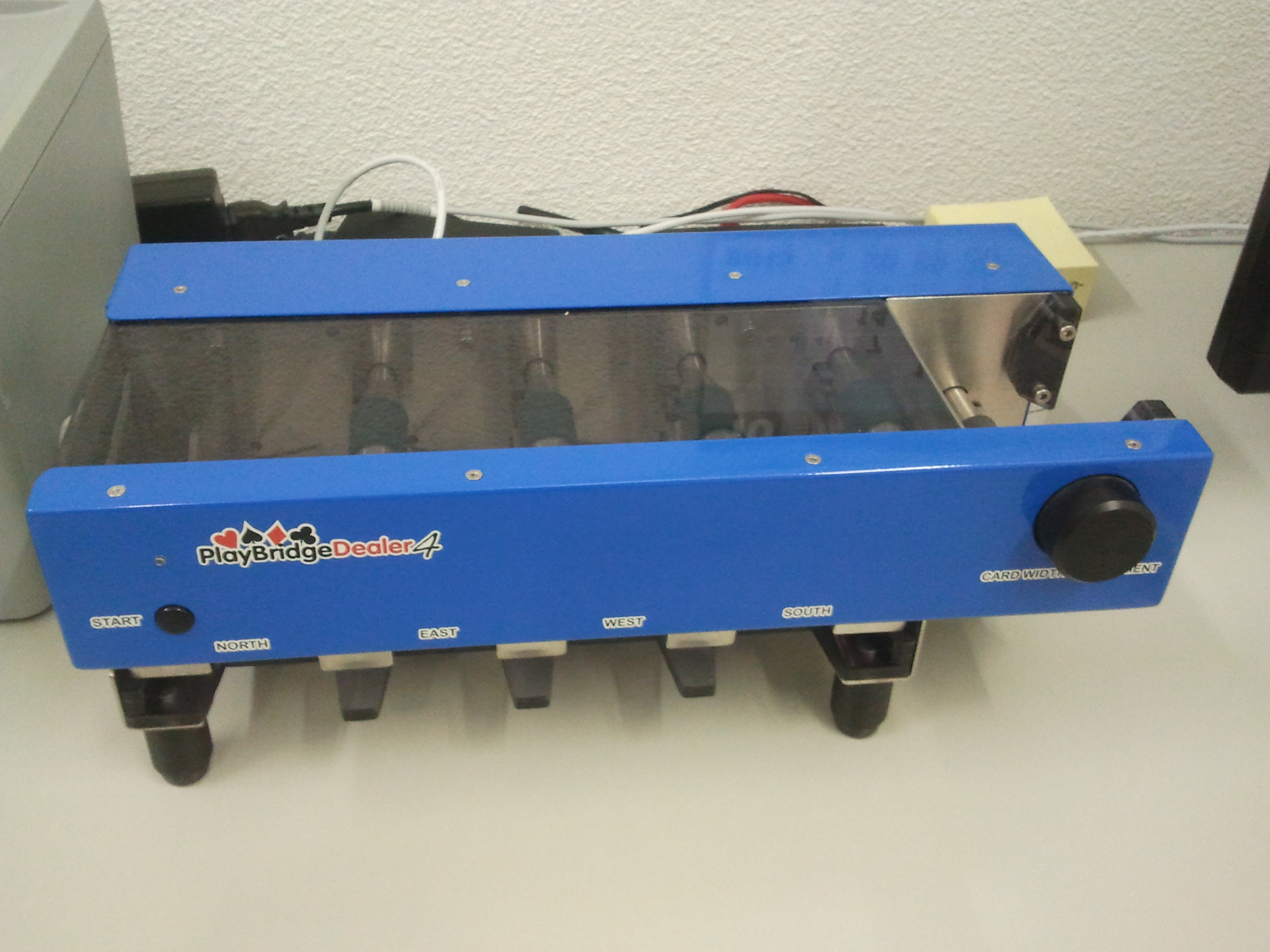
PlayBridge Dealer 4

Eine Dupliziermaschine wird benutzt, um für das Kartenspiel Bridge eine als Datei vorliegende Verteilung von Karten mit physischen Spielkarten zu realisieren. Dazu wird ein Board verwendet, in dessen 4 Fächer die 52 Karten eines unsortierten Kartenpaketes von der Maschine platziert werden.

## Funktionsweise
Die prinzipielle Konstruktion ist bei allen am Markt verfügbaren Dupliziermaschinen gleich: Unten ist ein Schlitz, in den ein leeres Board von vorne eingeführt wird. Rechts befindet sich ein Schacht, der bis zu zwei Kartenpakete aufnehmen kann, mit der Bildseite nach unten. Die unterste Karte wird identifiziert und nach links bis zu dem Fach transportiert, in das sie gehört, bis das Board vollständig ist. Die Umlenkung der Karte in das richtige Fach geschieht durch drei bewegliche Drahtbügel, die in den Förderweg der Karte gehoben werden und sie nach unten ins Fach des Boards umlenken. Die Umlenkung für das letzte Fach geschieht mit einem feststehenden Drahtbügel.
Unterschiedliche Lösungen gibt es für die Erkennung der Karten:
- Barcodeerkennung, die am Beginn des Förderwegs installiert ist. Es werden Karten benötigt, die mit einem Barcode auf der Bildseite versehen sind.
- Kamera unter dem Schacht, die Farbe und Wert der Karte per Bilderkennung erfasst. Funktioniert mit allen gängigen Karten.

Die Dupliziermaschine wird per Software von einem Computer gesteuert und benötigt daher kaum Bedienelemente. Am Computer kann eingestellt werden, dass die Verteilung automatisch startet, sobald Karten im Schacht sind und ein Board eingeführt worden ist. Man kann den Vorgang aber auch manuell per Startknopf an der Maschine oder per Mausklick starten.
Es gibt ein Standard-Boardformat, das in alle Dupliziermaschinen passt.

## Vorgehensweise
Für das Erstellen eines Boards benötigt eine Dupliziermaschine etwa 6 Sekunden. Dazu kommt noch Zeit für das Handling: Entfernen und Schließen des fertigen Boards, Leeren und Einsetzen des nächsten Boards, Karten in den Schacht geben.
Normalerweise werden für einen Durchgang eines Turniers mehrere identische Sätze von einer bestimmten Anzahl Boards mit aufsteigenden Boardnummern und unterschiedlichen Verteilungen in den einzelnen Boards erstellt. Die Anzahl der Boards pro Satz variiert je nach Turnierorganisation zwischen 10 und 30, gelegentlich auch mehr. Die Anzahl der benötigten Boardsätze richtet sich nach der Anzahl der Turnierteilnehmer.

## Geschichte
Dupliziermaschinen gibt es seit den neunziger Jahren. Zuvor wurden bei größeren Bridgeturnieren die Verteilungen von Hand vervielfältigt, und zwar jeweils von den Spielern, die die Verteilung als erste gespielt hatten. Dieser Vorgang hieß duplizieren, und daher kommt der Name Dupliziermaschine.
Mittlerweile werden Dupliziermaschinen auch in Bridgeclubs für Turniere eingesetzt, bei denen nur ein Board von jeder Verteilung benötigt wird. Man spart so das Mischen und das Notieren der Verteilung von Hand. Auch kann ein Board, dessen Karten während des Turniers versehentlich durcheinandergeraten sind, rasch wiederhergestellt werden.

## Trivia
Im Prinzip können mit einer Dupliziermaschine auch Kartenverteilungen für andere Kartenspiele mit maximal vier Spielern vervielfältigt werden. Dies ist jedoch im Allgemeinen nicht üblich.
Der Hersteller der Duplimate-Dupliziermaschinen, Jannersten, bietet auch ein PokerDup genanntes Modell an, das zum Sortieren von Poker-Decks dient.